# Rüdiger Selig
Rüdiger Selig (Zwenkau, 19 februari 1989) is een Duits voormalig wielrenner die in 2024 reed voor Astana Qazaqstan. Daarvoor reed hij onder meer voor Katusha en BORA-hansgrohe. Hij werd in 2011 Duits kampioen puntenkoers op de baan en derde op het kampioenschap op de weg bij de beloften. Op het wereldkampioenschap voor beloften eindigde hij als vierde.

## Overwinningen
2010
5e etappe Ronde van Berlijn
2011
 Duits kampioen puntenkoers, Elite
4e etappe Ronde van Berlijn
Memorial Frank Vandenbroucke
2013
Volta Limburg Classic
3e etappe Tour des Fjords (ploegentijdrit)
2015
1e etappe Ronde van Oostenrijk (ploegentijdrit)
2018
2e etappe Ronde van Slowakije

## Resultaten in voornaamste wedstrijden
| Jaar | Ronde van Italië | Ronde van Frankrijk | Ronde van Spanje |
| ---- | ---------------- | ------------------- | ---------------- |
| 2011 |                  |                     |                  |
| 2012 |                  |                     |                  |
| 2013 |                  |                     |                  |
| 2014 |                  |                     |                  |
| 2015 |                  |                     |                  |
| 2016 |                  |                     | 156e             |
| 2017 | opgave           | 165e                |                  |
| 2018 | opgave           |                     |                  |
| 2019 | 127e             |                     |                  |
| 2020 |                  |                     | 141e             |
| 2021 |                  |                     |                  |
| 2022 | opgave           |                     |                  |
| 2023 |                  |                     |                  |
| 2024 |                  |                     |                  |

| Jaar | Milaan-San Remo | Gent-Wevelgem | Ronde van Vlaanderen | Parijs-Roubaix | Amstel Gold Race | Parijs-Tours |  | Wereldranglijsten |
| ---- | --------------- | ------------- | -------------------- | -------------- | ---------------- | ------------ |  | ----------------- |
| 2011 |                 |               |                      |                |                  | opgave       |  |                   |
| 2012 |                 |               |                      | 61e            |                  |              |  |                   |
| 2013 |                 |               |                      | 64e            |                  |              |  |                   |
| 2014 |                 | 132e          |                      | 136e           |                  |              |  |                   |
| 2015 |                 | opgave        |                      | opgave         |                  |              |  |                   |
| 2016 | 104e            |               |                      | 93e            |                  |              |  |                   |
| 2017 |                 |               | opgave               | opgave         |                  |              |  | 229e (UWT)        |
| 2018 |                 | opgave        |                      | opgave         |                  |              |  | 278e (UWT)        |
| 2019 |                 | 8e            |                      | 39e            |                  |              |  |                   |
| 2020 |                 |               |                      |                |                  |              |  |                   |
| 2021 |                 |               |                      |                |                  | opgave       |  |                   |
| 2022 |                 |               |                      |                |                  |              |  |                   |
| 2023 |                 |               |                      |                | opgave           |              |  |                   |
| 2024 |                 |               | opgave               | 64e            |                  |              |  |                   |

## Ploegen
- 2011 –  Leopard Trek (stagiair vanaf 1 augustus)
- 2012 –  Katjoesja Team
- 2013 –  Katjoesja Team
- 2014 –  Team Katjoesja
- 2015 –  Team Katjoesja
- 2016 –  Bora-Argon 18
- 2017 –  BORA-hansgrohe
- 2018 –  BORA-hansgrohe
- 2019 –  BORA-hansgrohe
- 2020 –  BORA-hansgrohe
- 2021 –  BORA-hansgrohe
- 2022 −  Lotto Soudal
- 2023 −  Lotto-Dstny
- 2024 –  Astana Qazaqstan

Bennati ·
Cancellara     ·
Clarke ·
Denifl ·
Feillu ·
Fuglsang ·
Gerdemann ·
Klemme ·
Lund ·
Monfort ·
Mortensen ·
Nizzolo ·
O'Grady ·
Pedersen ·
Pires ·
Posthuma ·
Rohregger · 
A. Schleck ·
F. Schleck ·
Stamsnijder ·
Viganò ·
Voigt ·
Wagner ·
Wegmann ·
Weylandt (tot 09/05) ·
Zaugg ·
Selig (stagiair) 
Belkov · 
Broett · 
Caruso ·
Florencio ·
Freire ·
Galimzjanov (tot 15/04) ·
Goesev ·
Haller ·
Horrach · 
Ignatenko · 
Ignatjev · 
Isajtsjev ·
Koetsjynski ·
Kolobnev ·
Kristoff ·
Kritski ·
Losada · 
Mensjov ·
Moreno ·   
Paolini · 
Porsev ·  
Rodríguez · 
Selig ·
Smukulis · 
Špilak · 
Tsatevitsj · 
Trofimov ·
Vantomme ·
Vicioso · 
Vorganov ·
Koeznetsov (stagiair) ·
Vorobjov (stagiair) ·
Zakarin (stagiair)
Belkov · 
Broett · 
Caruso ·
Florencio ·
Goesev ·
Haller · 
Ignatenko · 
Ignatjev · 
Isajtsjev ·
Koetsjynski ·
Koeznetsov ·
Kolobnev ·
Kozontsjoek ·
Kristoff ·
Kritski ·
Losada · 
Mensjov (tot 19/05) ·
Moreno ·   
Paolini · 
Porsev ·  
Rodríguez · 
Selig ·
Smukulis · 
Špilak · 
Tsatevitsj · 
Tsjernetski ·
Trofimov ·
Vicioso · 
Vorganov ·
Vorobjov ·
Antonov (stagiair) ·
Razoemov (stagiair) ·
Nikolajev (stagiair) 
Belkov · Broett · Caruso · Goesev · Haller · Ignatenko · Ignatjev · Isajtsjev · Koetsjynski · Koeznetsov · Kolobnev · Kotsjetkov · Kozontsjoek · Kristoff · Losada · Moreno · Paolini · Porsev · Rodríguez · Rybakov · Selig · Silin · Smukulis ·  Špilak · Trofimov · Tsatevitsj · Tsjernetski · Vicioso · Vorganov · Vorobjov · Bystrøm (stagiair)
Belkov · Bystrøm · Caruso · Guarnieri · Haller · Isajtsjev · Koeznetsov · Kolobnev · Kotsjetkov · Kozontsjoek · Kristoff · Lagoetin · Losada · Machado · Moreno · Paolini · Porsev · Rodríguez · Selig · Silin · Smukulis ·  Špilak · Trofimov · Tsatevitsj · Tsjernetski · Vicioso · Vorganov · Vorobjov · Zakarin · Politt (stagiair) · Restrepo (stagiair)
Archbold · Bárta · Bauhaus · Benedetti · Bennett · Buchmann · Dempster · Herklotz · Huzarski · Konrad · Matzka · Mendes · Mühlberger · Nerz · Pfingsten · Pöstlberger · Schillinger · Schwarzmann · Selig · Thwaites · Voss
Ackermann · Archbold · Bárta · Baška · Benedetti · Bennett · Bodnar · Buchmann · Burghardt · Herklotz · Kolář · König · Konrad · Majka · McCarthy · Mendes · Mühlberger · Pelucchi · Pfingsten · Poljański · Pöstlberger · J. Sagan · P. Sagan    · Saramotins · Schillinger · Schwarzmann · Selig
Ackermann · Baška · Benedetti · Bennett · Bodnar · Buchmann · Burghardt · Formolo · Großschartner · Kennaugh · Kolář · König · Konrad · Majka · McCarthy · Mühlberger · Oss · Pelucchi · Pfingsten · Poljański · Pöstlberger · J. Sagan · P. Sagan  · Saramotins · Schillinger · Schwarzmann · Selig
Ackermann · Baška · Benedetti · Bennett · Bodnar · Buchmann · Burghardt · Drucker · Formolo · Gatto · Großschartner · Kennaugh · König · Konrad · Majka · McCarthy · Mühlberger · Oss · Pfingsten · Poljański · Pöstlberger · J. Sagan · P. Sagan · Schachmann · Schillinger · Schwarzmann · Selig
Ackermann · Baška · Benedetti · Bodnar · Buchmann · Burghardt · Drucker · Fabbro · Gamper · Gatto · Großschartner · Kämna · Konrad · Laas · Majka · McCarthy · Mühlberger · Oss · Poljański · Pöstlberger · J. Sagan · P. Sagan · Schachmann · Schelling · Schillinger · Schwarzmann · Selig
Ackermann · Aleotti · Baška · Benedetti · Bodnar · Buchmann · Burghardt · Fabbro · Gamper · Großschartner · Kämna · Kelderman · Konrad · Laas · Meeus · Oss · Palzer (vanaf 1 april) · Politt · Pöstlberger · J. Sagan · P. Sagan · Schachmann · Schelling · Schillinger · Schwarzmann · Selig · Walls · Wandahl · Zwiehoff
Barbero (vanaf 1/5) · Beullens · Campenaerts · Conca · Cras · De Buyst · De Gendt · De Lie · Drizners · Ewan · Frison · Gilbert · Grignard · Holmes · Janse van Rensburg (vanaf 1/5) · Kluge · Kron · Małecki · Moniquet · Schwarzmann · Selig · Sweeny · Van Gils · Van Moer · Vanhoucke · Vermeersch · Verschaeve · Vervloesem · Wellens
Adamietz · Beullens · Campenaerts · De Buyst · De Gendt · De Lie · Drizners · Eenkhoorn · Ewan · Frison · Grignard · Guarnieri · Kron · Livyns · Menten · Moniquet · Paasschens · Schwarzmann · Segaert (vanaf 24/2) · Selig · Sepúlveda · Slock · Sweeny · Van de Paar · Van Eetvelt · Van Gils · Van Moer · Vanhoucke (vanaf 15/8) · Vermeersch
Ballerini · Battistella · Bettiol (vanf 15/8) · Bol · Brusenskii · Cavendish · Charmig · Fjodorov · Fortunato · Garofoli · Gazzoli · Giditş · Groezdev · Kanter · Koezmin · López · Loetsenko · Maroechin · Mulubrhan · Mørkøv · Pronskii · Scaroni · Schelling · Selig · Syritsa · Tejada · Tsjzjan · Umba · Velasco · Vinokoerov · Goyo (stagiair) · Smirnov (stagiair) · Trezise (stagiair)